# Joe E. Ross
Joe E. Ross (15 de marzo de 1914 - 13 de agosto de 1982) fue un actor estadounidense conocido por su característica exclamación "Ooh! Ooh!" que usaba en muchos de sus papeles. 

## Biografía
Su verdadero nombre era "Joseph Roszawikz', y nació en Nueva York. Se educó en la Seward Park High School de esa ciudad. En 1930, a los 16 años, dejó los estudios y trabajó como camarero cantante en el Van Cortlandt Inn, en el Bronx. En su estancia en este establecimiento acabó convirtiéndose en un comediante. 
En 1938 actuó en la Queens Terrace, cerca de Jackson Heights, Queens, en Nueva York. Jackie Gleason había trabajado allí 16 semanas, y el director quería que Gleason siguiera con ellos. Ross aprovechó la oportunidad, hizo una prueba, y consiguió el contrato, permaneciendo también 16 semanas. Posteriormente Ross se hizo cómico burlesco en el circuito Schuster en Chicago, Illinois. 
Su carrera fue interrumpida por la Segunda Guerra Mundial. Sirvió en la Fuerza Aérea de los Estados Unidos en Camp Blanding, Florida, siendo posteriormente enviado a Inglaterra. 
Tras la guerra, Ross tomó el puesto de cómico anunciante en el Billy Gray's Bandbox en Hollywood. En 1955, Joe trabajó en un club en Miami Beach, Florida, llamado Club Ciro. Allí fue observado por Nat Hiken y Phil Silvers, los cuales estaban planificando un programa llamado You'll Never Get Rich (posteriormente conocido como The Phil Silvers Show), e inmediatamente quedaron encantados con el talento cómico de Joe. Fue contratado, y le dieron el papel del Sargento Rupert Ritzik.
Tras la finalización de The Phil Silvers Show en 1959, Nat Hiken produjo Car 54, Where Are You?, y dio a Ross el que iba a ser su papel más famoso, el del Patrullero Gunther Toody del 53 Distrito de Nueva York, junto al actor Fred Gwynne.
Ross fue Gronk en la serie de 1966 It's About Time, producida por Sherwood Schwartz, la cual versaba sobre dos astronautas americanos de los años sesenta que viajaban atrás en el tiempo hasta la era prehistórica. 
Ross también fue actor de voz en los años setenta, trabajando en series de dibujos animados tales como Hong Kong Phooey y Help! It's The Hair Bear Bunch. Su famosa frase "Ooh! Ooh!" fue emulada por Frank Welker en la serie de dibujos Fangface.
Joe E. Ross falleció en el escenario el 13 de agosto de 1982 en Los Ángeles, California, a los 68 años de edad.